# Stockton Hill
Stockton Hill är en kulle i Kanada.   Den ligger i provinsen British Columbia, i den södra delen av landet, 3 300 km väster om huvudstaden Ottawa. Toppen på Stockton Hill är 1 420 meter över havet, eller 1 meter över den omgivande terrängen. Bredden vid basen är 0,06 km. Stockton Hill ligger vid sjön Bare Lake.
Terrängen runt Stockton Hill är kuperad åt nordväst, men åt sydost är den platt. Trakten runt Stockton Hill är nära nog obefolkad, med mindre än två invånare per kvadratkilometer.. Det finns inga samhällen i närheten. 
I omgivningarna runt Stockton Hill växer i huvudsak barrskog.